# Мериноланд
Мериноланд или Вюртемберг е германска порода овце с предназначение добив на вълна и месо.

## Разпространение
Породата е създадена в Южна Германия в средата на XIX век, чрез кръстосване на местни овце с мериносови овце внесени от Испания. През 50-те години на XX век е внесена в България с цел подобряване на качествата на вълната на местните овце.
Към 2008 г. броят на представителите на породата в България е бил 206 индивида.
Рисков статус – застрашена от изчезване.

## Описание
Овцете са средноголеми, бели, с клиновидно удължена глава. Ушите са леко висящи, а на главата има характерен кичур. Гърбът и тазът са широки. Задните крайници са замускулени и добре оформени.
Овцете са с тегло 75 – 90 kg, а кочовете 125 – 160 kg. Средният настриг на вълна е 4,5 – 5 kg при овцете и 6,5 – 7 kg при кочовете. Плодовитостта е в рамките на 190 – 215%.